# Caplong
Caplong é uma comuna francesa na região administrativa da Nova Aquitânia, no departamento da Gironda. Estende-se por uma área de 9,4 km². Em 2010 a comuna tinha 230 habitantes (densidade: 24,5 hab./km²).